# 衝動性

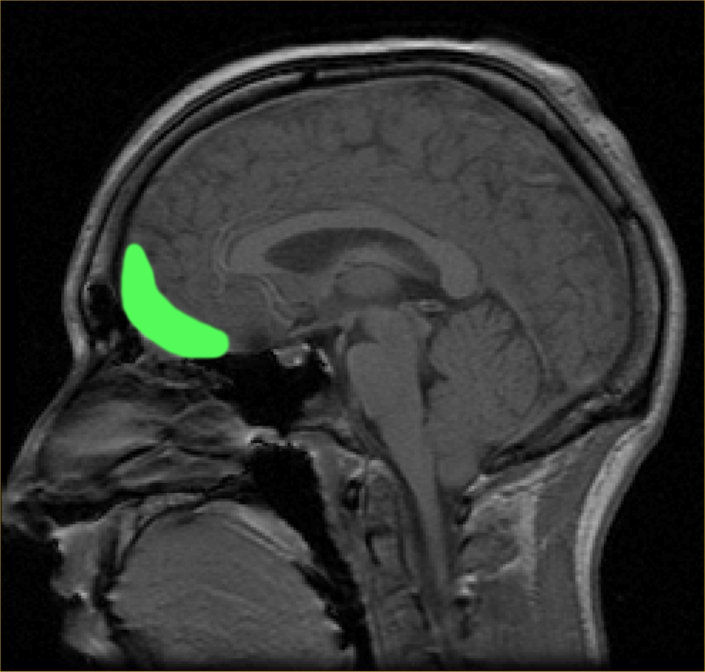
前頭眼窩野, 意思決定を形作る前頭前野の一部

心理学において、衝動性（しょうどうせい、英: Impulsivity）とは気まぐれに基づいて行動する傾向であり、ほとんどまたはまったく事前の考慮、熟考、あるいは結果の考慮を伴わない行動によって特徴付けられる。衝動的な行動は典型的に「考えが不十分で、早急に表現され、過度にリスクが高く、あるいは状況に不適切であり、望ましくない結果をもたらすことが多い」もので、長期的な目標と成功のための戦略を危険にさらす。衝動性は多因子的な構成概念として分類することができる。機能的な種類の衝動性も提案されており、これは適切な状況における十分な熟考のない行動を含み、望ましい結果をもたらすことができ、実際にもたらすものである。「そのような行動が肯定的な結果をもたらす場合、それらは衝動性の兆候としてではなく、大胆さ、即応性、自発性、勇気、あるいは非因襲性の指標として見なされる傾向がある」。したがって、衝動性の構成概念には少なくとも2つの独立した要素が含まれる：第一に、適切な量の熟考なしに行動することであり、これは機能的である場合もそうでない場合もある；第二に、長期的な利益よりも短期的な利益を選ぶことである。
衝動性は、FASD、ADHD、物質使用障害、双極症、反社会性パーソナリティ障害、境界性パーソナリティ障害を含む様々な障害の主要な構成要素であり、パーソナリティの特性でもある。異常な衝動性のパターンは、後天性脳損傷や神経変性疾患の事例でも指摘されている。神経生物学的知見は、衝動的行動に関与する特定の脳領域が存在することを示唆しているが、異なる脳ネットワークが衝動性の異なる表現型に寄与している可能性があり、遺伝学が役割を果たしている可能性がある。
多くの行動には衝動的な特徴と強迫的な特徴の両方が含まれているが、衝動性と強迫性は機能的に異なる。衝動性と強迫性は、それぞれが熟考なしに、あるいは早急に行動する傾向を示し、しばしば否定的な結果を含むという点で相互に関連している。強迫性は連続体上にあり、一方の端に強迫性、もう一方の端に衝動性があるかもしれないが、この点に関する研究は矛盾している。強迫性は知覚されたリスクや脅威に対して生じ、衝動性は知覚された即時の利得や利益に対して生じる。また、強迫性は反復的な行動を伴うのに対し、衝動性は計画されていない反応を伴う。
衝動性は賭博とアルコール依存症の状態における共通の特徴である。研究によると、これらのいずれかの依存症を持つ個人は、持たない個人よりも遅延された金銭を高い割合で割り引き、賭博とアルコール乱用の存在が割引に加算的な効果をもたらすことが示されている。

## 衝動
衝動は願望や衝動であり、特に突発的なものを指す。これは人間の思考過程の正常かつ基本的な部分として考えることができるが、強迫性障害、境界性パーソナリティ障害、注意欠如多動症、または胎児性アルコール症候群のような状態では問題となる可能性がある。
衝動を制御する能力、より具体的にはそれらに基づいて行動したいという欲求を制御する能力は、人格心理学と社会化において重要な要因である。遅延満足は、人が望むまたは欲するものに主に関連する衝動についての衝動制御障害の例である。遅延満足は、初期の衝動に基づいて行動することを避けた時に生じる。遅延満足は小児肥満との関連で研究されてきた。遅延満足の価値を教えるため、衝動に基づいて行動する衝動に抵抗することは子どもたちに教えることが重要である。

## 衝動的な行動につながる5つの特性
長年、衝動性は特性であると理解されていたが、さらなる分析により、衝動的な行動につながる5つの特性があることが判明した：
正の切迫性、
負の切迫性、
刺激欲求、
計画性の欠如、
持続性の欠如である。

## 関連する行動および社会的問題

### 注意欠如多動症
注意欠如多動症（ADHD）は、注意の欠如、衝動性、および多動性を含む複数の要素からなる障害である。精神疾患の診断・統計マニュアル（DSM-IV-TR）は、行動症状に従ってADHDを3つのサブタイプに分類している：
注意欠如優勢型注意欠如多動症、
多動性-衝動性優勢型注意欠如多動症、
混合型注意欠如多動症である。
多動性-衝動性優勢型の症状には以下が含まれる可能性がある：
席での落ち着きのなさや身もだえ、
絶え間ない会話、
あたりを駆け回り目に入るものに触れたり遊んだりすること、
食事/学校/物語の時間に静かに座っていることが困難であること、
常に動き回っていること、
静かな課題や活動を行うことが困難であること。
衝動性の他の主な表れには以下が含まれる：
非常に焦りやすいこと、
欲しいものを待つことやゲームで順番を待つことが困難であること、
しばしば会話や他者の活動を中断すること、
不適切なコメントを口にすること、感情を抑制なく表現すること、結果を考慮せずに行動すること。
世界中での本障害の有病率は4%から10%の間と推定され、最低で2.2%、最高で17.8%との報告がある。診断率の変動は集団間の差異（すなわち文化）や診断方法の違いに起因する可能性がある。女性におけるADHDの有病率は男性の半分以下であり、女性はより一般的に不注意サブタイプに分類される。
不注意サブタイプのADHDの診断の上昇傾向にもかかわらず、衝動性は一般的にADHDの中心的特徴とされており、衝動的サブタイプと混合サブタイプがADHDに関連する社会的コストの主要な要因となっている。ADHDの子どもに対する疾病費用は年間14,576ドル（2005年ドル）と推定される。刑務所集団におけるADHDの有病率は一般集団よりも著しく高い。
成人と子どもの両方において、ADHDは学習障害、行為障害、不安障害、うつ病、双極症、薬物乱用障害などの他の精神健康障害との高い併存率を示す。
ADHDに寄与する正確な遺伝的および環境的要因は比較的不明であるが、内的表現型は遺伝子と症状の間の潜在的な中間地点を提供する。ADHDは一般的に、その症状を通じてADHDを説明しようとする「実行機能」、「双曲割引」、または「活性化/覚醒」理論に関連する「中核的」欠損に結びつけられる。一方、内的表現型は、特定の遺伝的病因と相関する潜在的な行動マーカーを特定しようとする。反応抑制の欠損がそのようなマーカーの1つであることを支持するいくつかの証拠がある。優勢な反応を抑制する問題は前頭前皮質（PFC）機能の欠損と関連しており、これはADHDおよび他の衝動制御障害に関連する一般的な機能障害である。
ADHDに対するエビデンスに基づく精神薬理学的および行動的介入が存在する。

### 物質乱用
衝動性は薬物乱用のすべての段階に関連していると考えられる。
物質乱用の獲得段階は、単回使用から常用への段階的増加を含む。衝動性は、物質によって提供される即時的な満足が禁欲することによる将来のより大きな利益を相殺する可能性があるため、また、抑制制御が損なわれている人々は同調圧力などの動機付けとなる環境的手がかりを克服できない可能性があるため、物質乱用の獲得に関連している可能性がある。「同様に、遅延された強化子の価値を割り引く個人は、遅延された強化子をより少なく割り引く人々と比較して、人生の早い段階でアルコール、マリファナ、タバコを乱用し始め、より広範な違法薬物も乱用する」。
エスカレーションまたは調節障害は、物質乱用のより重症な次の段階である。この段階では、個人は大量の薬物消費と大量の薬物使用により依存症の「制御を失う」。動物研究は、より高いレベルの衝動性を持つ個人が物質乱用のエスカレーション段階により陥りやすい可能性があることを示唆している。
衝動性は、物質乱用の禁断、再発、および治療段階にも関連している。バレット衝動性尺度（BIS）で高得点を示した人々は、コカイン乱用の治療を中止する可能性が高かった。さらに、衝動性の低い人々と比較して、治療への参加期間が短かった。また、衝動的な人々は離脱期間中により強い渇望を示し、再発する可能性が高かった。この効果は、BISで高得点を示す喫煙者が喫煙手がかりに対してより強い渇望を示し、より衝動性の低い喫煙者よりも早く渇望に屈した研究で示された。全体として、現在の研究は、衝動的な個人は薬物を断つ可能性が低く、より衝動性の低い個人よりも早期に再発する可能性が高いことを示唆している。
衝動性が物質乱用に与える影響に注目することは重要であるが、物質乱用が衝動性を増加させる相互作用的な効果も研究され、文書化されている。衝動性が物質乱用を促進する効果と物質乱用が衝動性を増加させる効果は、物質探索行動を維持する正のフィードバックループを作り出す。また、因果関係の方向性に関する結論を導き出すことを困難にする。この現象はいくつかの物質に関連していることが示されているが、すべての物質ではない。例えば、アルコールは衝動性を増加させることが示されているが、覚醒剤は混合した結果を示している。
物質使用障害の治療には、アカンプロサート、ブプレノルフィン、ジスルフィラム、レボアルファアセチルメタドール、メサドン、ナルトレキソンなどの薬剤の処方、また行動カップル療法、認知行動療法、随伴性マネジメント、動機づけ面接、再発防止などの効果的な心理療法が含まれる。

### 摂食
衝動的な過食は、健康な人による一時的な過食から、摂食障害を持つ人による慢性的な大食まで及ぶ。
非臨床的な個人による魅力的な食物の消費は、他の課題によって自己制御資源が事前に枯渇している場合に増加し、これはセルフコントロールの崩壊によって引き起こされることを示唆している。不健康な間食の衝動的な摂取は、自己制御が弱い場合は衝動性の個人差によって、自己制御が強い場合は間食や健康的な食事に対する態度によって調整されるようである。また、人々が悲しい気分にあるときにより多くの食物摂取が起こるという証拠もあるが、これは自己制御の欠如というよりも感情調節によるものである可能性がある。これらの場合、過食は食物がその人にとって美味しい場合にのみ起こり、その場合、衝動性の個人差が消費量を予測できる。
慢性的な過食はむちゃ食い障害、食物依存症、神経性大食症の行動的要素である。これらの疾患は女性により一般的であり、一度に数千カロリーを摂取することがある。これらの障害のうちどれが根本的な原因であるかによって、過食のエピソードには様々な異なる動機が含まれる可能性がある。これら3つの障害に共通する特徴には、低い自尊心、抑うつ、身体的な空腹感がないときの摂食、食物への執着、恥ずかしさによる一人での摂食、エピソード後の後悔や嫌悪感が含まれる。これらの場合、過食は美味しい食物に限定されない。
衝動性は、食物摂取の過度の制御を伴う障害（神経性無食欲症など）と食物摂取の制御欠如を伴う障害（神経性大食症など）に異なる影響を与える。リスクテイキングなどの認知的衝動性は、制限的なものを含む多くの摂食障害の構成要素である。しかし、過食のエピソードを伴う障害を持つ人々のみが、反応抑制能力の低下などの運動的衝動性の上昇を示す。
ある理論では、むちゃ食いは悲しみ、怒り、退屈感からの一時的な逃避を提供するが、長期的にはこれらの負の感情に寄与する可能性があると示唆している。別の理論では、むちゃ食い女性の体重を一致させた対照群と比較してセロトニン結合受容体が減少していることから示されるように、むちゃ食いには報酬探求が関与していることを示唆している。また、機能不全的な摂食における高まった報酬感受性/駆動の予測的価値も示されている。
臨床的な過食の治療には、人々が自分の食習慣と行動を追跡し変更する方法を教える認知行動療法、友人や家族の障害への寄与を分析するのを助ける対人関係療法、そして抗うつ薬や選択的セロトニン再取り込み阻害薬を含む薬理学的療法が含まれる。

### 衝動買い
衝動買いは、事前の購入意図なしに製品やサービスを購入することから成る。米国におけるすべての購入の最大80パーセントを占めると推測されている。
衝動買いに関するいくつかの理論がある。ある理論では、報酬を得られる速さと組み合わさった暴露が、後で得られるより大きな報酬よりも即座に得られるより小さな報酬を選択するように個人に影響を与えることを示唆している。例えば、人は店内でキャンディを買わないと以前に決めていたにもかかわらず、キャンディの通路にいるためにキャンディバーを買うことを選択するかもしれない。
もう1つの理論は自己制御に関するもので、衝動買いを抑制する能力は有限な資源であることを示唆している。この能力が繰り返される抑制行為によって枯渇すると、他の商品を衝動的に購入する傾向が高まる。
最後に、第3の理論は、購入者と製品の間の感情的および行動的な結びつきを示唆しており、これが衝動的な購入の可能性と、その購入結果に対して人が事後的に満足する程度の両方を推進する。いくつかの研究では、多くの個人（ある研究では41%）が衝動的な購入に満足していることを示しており、これは購入を開始する可能性と購入後の満足度を緩和する両方に対して正の関係を持つ既存の感情的愛着として説明される。例として、大学のチーム関連グッズを購入する際、その購入の大部分が衝動的になされ、その人がそのチームに対して持つ肯定的な結びつきの程度と関連している。
衝動買いは、各人が事前に条件付けられたまたは遺伝的な配分を持つ個人特性としても、購入時の感情や個人が製品との間に持つ事前に条件付けられた結びつきなどによって緩和される状況的構成概念としても見られる。
心理療法と薬理学的治療は、衝動-強迫性の買い物障害を持つ患者にとって有益な介入であることが示されている。
心理療法的介入には、脱感作技法の使用、自己啓発書、またはサポートグループへの参加が含まれる。
薬理学的介入には、フルボキサミン、シタロプラム、エスシタロプラム、およびナルトレキソンなどの選択的セロトニン再取り込み阻害薬の使用が含まれる。

### 他に分類されない衝動制御障害
衝動制御障害（ICD）は、DSM診断のクラスで、マニュアルの他の診断カテゴリー（例：物質使用障害）に該当せず、否定的な結果にもかかわらず衝動や欲求を制御することが極めて困難であることを特徴とする。衝動制御障害に苦しむ個人は、しばしば5段階の症状を経験する：強迫的な衝動または欲望、衝動に抵抗できないこと、高まった覚醒感、衝動に屈すること（通常は緊張からの解放をもたらす）、および行動完了後の潜在的な後悔や罪悪感である。このカテゴリーに含まれる特定の障害には、間欠性爆発性障害、窃盗症、ギャンブル依存症、放火癖、抜毛症（抜毛障害）、および他に特定されない衝動制御障害（ICD NOS）が含まれる。ICD NOSには、衝動性に関連しているように見えるが、特定のDSM診断の基準を満たさない他の重要な困難が含まれる。
ICDが独自の診断カテゴリーに値するのか、それとも実際に強迫性障害（OCD）、感情障害、および嗜癖障害のような他の主要な精神疾患と現象学的および疫学的に関連しているのかについて、多くの議論がなされてきた。実際、ICD分類は2013年5月のDSM-5の発表により変更される可能性が高い。この新しい改訂では、ICD NOSは削減または削除される可能性が高い。提案された改訂には、抜毛症（抜毛障害に改名）と皮膚むしり障害を強迫性および関連障害として再分類すること、間欠性爆発性障害を破壊的、衝動制御、および行為障害の診断見出しの下に移動すること、そしてギャンブル障害が依存および関連障害に含まれる可能性があることが含まれる。
ICDsにおける衝動性の役割は様々である。窃盗症と放火癖に関する研究は不足しているが、窃盗症の重症度がより高いことは実行機能の低下と関連しているという証拠がある。
抜毛症と皮膚むしり障害は、主に運動衝動性を含む障害であるように見え、DSM-5では強迫性および関連障害のカテゴリー内に分類される可能性が高い。
対照的に、病的賭博は、衝動性の多様な側面と異常な報酬系（物質使用障害に類似）を含んでいるように見え、これは非物質または行動嗜癖として概念化されるようになってきている。病的賭博における衝動性の役割を解明する証拠が蓄積されており、病的賭博のサンプルは、対照サンプルと比較して、より大きな反応衝動性、選択衝動性、および反射衝動性を示している。さらに、病的賭博者は対照群と比較して実験室での賭博課題でより大きな反応保続（強迫性）とリスクの高い意思決定を示す傾向があるが、注意とワーキングメモリが病的賭博者で障害されているという強い証拠はない。衝動性と病的賭博のこれらの関係は脳機能研究によって確認されている：病的賭博者は反応衝動性、強迫性、リスク/報酬を測定する行動課題中に、対照群と比較して前頭皮質領域（衝動性に関与）でより少ない活性化を示す。予備的ではあるが変動のある知見は、線条体の活性化が賭博者と対照群で異なること、また神経伝達物質の違い（例：ドーパミン、セロトニン、オピオイド、グルタミン酸、ノルアドレナリン）が存在する可能性があることも示唆している。
衝動性攻撃としても知られる間欠性爆発性障害を持つ個人は、セロトニン系の異常を示し、感情的な刺激や状況に対して異なる活性化を示す。注目すべきことに、間欠性爆発性障害は他のICDsのいずれかの診断とより高い可能性を示す関連はないが、小児期の破壊的行動障害との高い併存率を示す。間欠性爆発性障害はDSM-5では破壊的、衝動制御、および行為障害の見出しの下に再分類される可能性が高い。
これらの種類の衝動制御障害は、最も一般的に特定の種類の精神薬理学的介入（例：抗うつ薬）と認知行動療法のような行動治療を用いて治療される。

## 衝動性の理論

### 自我（認知）消耗
衝動性の自我（または認知）消耗理論によると、セルフコントロールは、理想、価値観、道徳、社会的期待などの基準に合わせ、長期的な目標の追求を支援するために、自分自身の反応を変更する能力を指す。セルフコントロールにより、人は一つの反応を抑制し、それによって異なる反応を可能にする。この理論の主要な主張は、セルフコントロールの行為に従事することは、限られた「貯水池」のようなセルフコントロールから引き出され、それが枯渇すると、さらなる自己制御の能力が低下するということである。セルフコントロールは筋肉に類似していると考えられている：筋肉が一定期間力を発揮するために強さとエネルギーを必要とするのと同様に、セルフコントロールの要求が高い行為も遂行するために強さとエネルギーを必要とする。同様に、筋肉が持続的な力の発揮の後に疲労してさらなる力を発揮する能力が低下するように、セルフコントロールも一定期間にわたってセルフコントロール資源に要求が課せられると枯渇する可能性がある。バウマイスターと同僚は、セルフコントロールの強さが低下した状態を自我消耗（または認知消耗）と名付けた。
セルフコントロールの強度モデルは以下のことを主張する：
- 運動が筋肉を強くできるのと同様に、セルフコントロールの定期的な行使が意志力の強さを改善できることを示す兆候がある[88]。これらの改善は通常、消耗への抵抗という形を取り、セルフコントロール課題での遂行がより遅い速度で低下する[84]。金銭や運動などの一つの領域での行動を制御する目標を定めた努力は、勉強や家事などの無関係な領域での改善につながる。また、姿勢の改善、言語行動の変更、単純な作業での非利き手の使用などの日常的なセルフコントロールの練習は、実験室の課題で測定されるセルフコントロールの段階的な改善をもたらす[84]。これらの改善が日常の練習とは大きく異なる課題にも及ぶという発見は、改善が単に技能を向上させることや練習から自己効力感を獲得することによるものではないことを示している[84]。

- アスリートが筋肉が疲れ始めると残りの力を温存し始めるのと同様に、セルフコントロールを行う人も自己制御資源の一部が消費された時にそうする。消耗中の行動障害の重症度は、その人がさらなる課題や要求を予期しているかどうかに部分的に依存する[84]。人々は後でセルフコントロールを行使しなければならないと予期する場合、そのような要求が予期されない場合よりも現在の遂行をより厳しく抑制する[89]。

- 保存仮説と一致して、賭け金が十分に高ければ、人々は自我消耗にもかかわらずセルフコントロールを行使できる。良好な遂行に対する現金のインセンティブや他の動機を提供することは、自我消耗の効果に対抗する[90]。これは驚くべきことに思えるかもしれないが、実際には高度に適応的である可能性がある。セルフコントロールの能力の価値と重要性を考えると、その能力を完全に失うことは危険であり、したがって自我消耗の効果は、人々が残りの力を保存し始めるために発生する可能性がある[84]。人々が2番目の課題で自分を奮い立たせると、予期していなかった3番目の課題での深刻な障害に反映されるように、さらに資源を消耗する[89]。

自我消耗効果の実証的検証は、通常二重課題パラダイムを採用する。実験的自我消耗群に割り当てられた参加者は、セルフコントロールを必要とする2つの連続した課題に従事することが求められる。統制群の参加者も2つの連続した課題に従事することが求められるが、2番目の課題のみがセルフコントロールを必要とする。強度モデルは、実験群の2番目のセルフコントロール課題での遂行が、統制群と比較して障害されることを予測する。これは、実験参加者の有限のセルフコントロール資源が最初のセルフコントロール課題の後に減少し、2番目の課題のために引き出せるものがほとんど残っていないためである。
自我消耗の効果は、気分や覚醒の産物ではないように見える。ほとんどの研究で、セルフコントロールを行使した参加者と行使しなかった参加者の間で気分や覚醒に差はないことが分かっている。同様に、気分や覚醒は最終的なセルフコントロールの遂行とは関連していなかった。これは、フラストレーション、いらだち、いらつき、退屈、または興味などのより具体的な気分項目についても同様である。セルフコントロールの努力の成功と失敗に関するフィードバックは遂行に影響を与えないように見える。要するに、セルフコントロールを行使した後のセルフコントロール遂行の低下は、行使されたセルフコントロールの量に直接関連しており、他の確立された心理学的プロセスによって容易に説明することはできない。

### 自動的過程対制御的過程/認知制御
二重過程理論は、精神過程が自動的過程と制御的過程という2つの別個のクラスで作動すると述べている。一般に、自動的過程は、経験的な性質を持ち、より高次の認知を伴わずに生じ、過去の経験や非公式なヒューリスティックに基づいている。制御的な決定は、個人が選択肢を比較検討し、より意図的な決定を行う、労力を要し、大部分が意識的なプロセスである。
- 自動的過程: 自動的過程には4つの主な特徴がある[96]。それらは意図せずにまたは意識的な決定なしに生じ、決定の精神的資源のコストは非常に低く、容易に停止することができず、それらを行う個人の意識的な思考なしに生じる。

- 制御的過程: 制御的過程も4つの主な特徴を持つ[96]が、それらは自動的な対応物とはスペクトルの反対に非常に近い。制御的過程は意図的に生じ、認知資源の消費を必要とし、決定を行う個人は自発的にプロセスを停止することができ、精神的プロセスは意識的なものである。

二重過程理論は、かつてはいかなる単一の行動/思考も自動的か制御的かのいずれかとみなしていた。しかし、現在では、ほとんどの衝動的行動は制御的属性と自動的属性の両方を持つため、より連続体に沿って作動していると考えられている。自動的過程は、思考過程を抑制するか促進するかという意図に従って分類される。例えば、ある研究では、研究者は個人に賞品が当たる10分の1の確率と100分の10の確率の選択を提供した。多くの参加者は、それぞれの確率が同じであることを認識せずに、合計10回のチャンスがより有益であると考えるか、または勝つための10回のチャンスを持つことがより有益であると考えて、一方の選択を選んだ。実際には慎重な考慮がより適切な情報に基づいた改善された決定を可能にするにもかかわらず、事前の情報と経験が行動の選択肢の1つがより有益であることを示す場合、衝動的な決定が行われ得る。

### 異時点間選択
異時点間選択は「時間をかけて結果が現れる決定」と定義される。これは、実験参加者に選択肢の間で選択を求めるか、自然な環境での行動選択を調べることによって、人々が異なる時点での報酬に割り当てる相対的価値を用いて評価されることが多い。
異時点間選択は、実験室では一般に「遅延割引」パラダイムを用いて測定され、これは将来起こる報酬と罰の価値を低下させるプロセスを測定する。このパラダイムでは、被験者はすぐに得られるより小さな報酬と将来の遅延で得られるより大きな報酬の間で選択しなければならない。より小さな即時の報酬を選ぶことは衝動的とみなされる。これらの選択を繰り返し行うことで、無差別点を推定することができる。例えば、ある人が今すぐの70ドルを1週間後の100ドルよりも選び、しかし1週間後の100ドルを今すぐの60ドルよりも選んだ場合、その人は1週間後の100ドルと60ドルから70ドルの間の中間的な価値の間で無差別であると推測できる。遅延割引曲線は、異なる報酬量と時間遅延での無差別点をプロットすることで、各参加者について得ることができる。割引曲線の個人差は、衝動性の自己報告や統制の所在などのパーソナリティ特性、年齢、性別、IQ、人種、文化などの個人特性、収入や教育などの社会経済的特性、および他の多くの変数の影響を受けるから薬物依存に至るまで。側坐核コア亜領域または基底外側扁桃体の損傷は、より小さな即時の報酬を選択する方向へのシフトを生じさせ、これらの脳領域が遅延された強化子への選好に関与していることを示唆している。眼窩前頭皮質も遅延割引に関与しているという証拠もあるが、この領域の損傷がより多くの衝動性をもたらすのか、より少ない衝動性をもたらすのかについては現在議論がある。
経済理論は、最適な割引には時間にわたる価値の指数割引が含まれることを示唆している。このモデルは、人々と機関が報酬と罰の価値を、それらが時間的にどの程度遅延されているかに応じて一定の割合で割り引くべきであると仮定している。経済的に合理的であるが、最近の証拠は人々と動物が指数的に割り引かないことを示唆している。多くの研究は、人間と動物が将来の価値を双曲割引曲線に従って割り引くことを示唆しており、ここでは割引因子が遅延の長さとともに減少する（例えば、今日から明日まで待つことは、20日目から21日目まで待つことよりも多くの価値の損失を伴う）。非一定の遅延割引のさらなる証拠は、即時の結果と遅延された結果を評価する際の様々な脳領域の異なる関与によって示唆される。具体的には、前頭前皮質は短い遅延または長い遅延での報酬の間で選択する際に活性化されるが、ドーパミン系に関連する領域は即時の強化子の選択肢が加わると追加的に活性化される。さらに、異時点間選択は、予期（強化子が遅延されていても神経学的な「報酬」を伴う可能性がある）、自己制御（誘惑に直面した際のその崩壊）、表象（選択がどのように枠付けられるかが強化子の望ましさに影響を与える可能性がある）を伴うため、経済的合理性を仮定するモデルでは説明されない。
異時点間選択の一つの側面は、誘惑的な報酬が即座に利用可能な場合にのみ、それを控えることよりも高く評価される可能性のある選好逆転である。例えば、家で一人でいるときには、タバコを吸わないことの健康上の利点がタバコを1本吸う効果よりも価値があると報告するかもしれない。しかし、夜遅くにタバコが即座に利用可能な場合、タバコの主観的価値が上昇し、喫煙を選択するかもしれない。
「プリムローズパス」と呼ばれる理論は、選好逆転が長期的にどのように依存症につながるかを説明することを意図している。例として、生涯の禁酒は生涯のアルコール依存症よりも高く評価されるかもしれないが、同時に、今すぐの1杯は今飲まないことよりも高く評価されるかもしれない。常に「今」であるため、飲酒が常に選択され、より価値のある短期的な選択肢が常に選ばれるため、より価値のある長期的な選択肢が達成されないという逆説的な効果が生じる。これは複雑なアンビバレンスの例であり、2つの具体的な選択肢の間ではなく、1つの即時的で有形の選択肢（飲酒）と1つの遅延された抽象的な選択肢（禁酒）の間で選択がなされる。
異時点間選択における人間と非ヒト動物の類似性が研究されている。ハトとラットも双曲的に割り引く；タマリンザルは食物報酬の量を3倍にするために8秒以上待たない。これが相同か類似かという疑問が生じる—つまり、同じ基礎的なプロセスが人間と動物の類似性の基礎にあるのか、それとも異なるプロセスが類似のパターンの結果として現れているのかということである。

### 抑制制御
抑制制御は、しばしば実行機能として概念化され、優勢な反応を抑制または抑え込む能力である。衝動的な行動はこの反応を抑制する能力の欠陥を反映すると理論化されている；衝動的な人々は行動を抑制することがより困難であるかもしれないが、非衝動的な人々はそうすることがより容易であるかもしれない。正常な成人において、一般的に使用される抑制制御の行動測定が衝動性の標準的な自己報告測定と相関するという証拠がある。
抑制制御それ自体が多面的である可能性があり、異なる方法で測定でき、特定のタイプの精神病理と関連する多数の異なる抑制構成概念によって証明される。ジョエル・ニッグは、認知心理学とパーソナリティ心理学の分野から大きく引用して、これらの異なるタイプの抑制の有用な作業分類を開発した。ニッグの提案する8つの抑制タイプには以下が含まれる：

#### 実行抑制

##### 干渉制御
一次的な反応を完了できるようにする、干渉する反応を引き起こす刺激の抑制。干渉制御は妨害要因の抑制を指すこともできる。
干渉制御は、ストループ効果、フランカー課題、二重課題干渉、プライミング課題などの認知課題を用いて測定されている。パーソナリティ研究者は、干渉制御の調査測定としてロスバート努力制御測定とビッグファイブの誠実性尺度を使用してきた。画像と神経研究に基づいて、前帯状皮質、背外側前頭前野、および大脳基底核が干渉制御に関連していると理論化されている。

##### 認知抑制
認知抑制は、ワーキングメモリと注意資源を保護するための望ましくないまたは無関係な思考の抑制である。
認知抑制は、最も一般的に、方向付けられた無視のテスト、侵入思考に関する自己報告、および負のプライミング課題を通じて測定される。干渉制御と同様に、パーソナリティ心理学者はロスバート努力制御尺度とビッグファイブ誠実性尺度を用いて認知抑制を測定してきた。前帯状皮質、前頭前野領域、および連合皮質が認知抑制に関与しているようである。

##### 行動抑制
行動抑制は優勢な反応の抑制である。
行動抑制は通常、Go/No Go課題、停止信号課題、および注意定位の抑制の報告を用いて測定される。行動抑制に理論的に関連する調査には、ロスバート努力制御尺度とビッグファイブの誠実性次元が含まれる。停止信号課題のような行動測定の使用背景にある根拠は、「行け」プロセスと「止まれ」プロセスが独立しており、「行け」と「止まれ」の合図に応じて、それらが互いに「競争」するということである；行けプロセスが競争に勝てば、優勢な反応が実行され、一方で止まれプロセスが競争に勝てば、反応は抑制される。この文脈では、衝動性は比較的遅い停止プロセスとして概念化される。行動抑制に関与する脳領域は、運動前プロセスとともに外側および眼窩前頭領域であるように見える。

##### 眼球運動抑制
眼球運動抑制は反射的サッカードの労力を要する抑制である。
眼球運動抑制は反サッカードおよび眼球運動課題を用いてテストされる。また、ロスバート努力制御測定とビッグファイブの誠実性次元は、サッカードを抑制する能力の基礎にある努力的プロセスの一部を測定すると考えられている。前頭眼野と背外側前頭前皮質が眼球運動抑制に関与している。

#### 動機づけ抑制

##### 罰に対する反応
罰に直面した際の動機づけ抑制と反応は、一次反応の抑制、修正されたgo/no go課題、競合する反応の抑制、および感情ストループ課題を用いて測定できる。パーソナリティ心理学者はまた、グレイの行動抑制システム測定、アイゼンク性格検査の神経症的内向性尺度、およびズッカーマンの神経症-不安尺度を使用する。中隔-海馬形成、帯状回、および運動系が罰に対する反応に最も関与する脳領域であるように見える。

##### 新奇性への反応
新奇性への反応は、カーガンの行動抑制システム測定と神経症的内向性の尺度を用いて測定されている。扁桃体系が新奇性反応に関与している。

#### 注意の自動的抑制

##### 最近検査された刺激
注意と眼球運動サッカードの両方について最近検査された刺激の抑制は、通常、注意と眼球運動の復帰抑制テストを用いて測定される。上丘と中脳、眼球運動経路が刺激の抑制に関与している。

##### 無視された刺激
他の場所に注意を向けている間、現在注意が向けられていない位置の情報は抑制される。
これには、隠れた注意の定位と無視の測定、および神経症に関するパーソナリティ尺度が含まれる。後部連合皮質と皮質下経路がこの種の抑制に関与している。

### 行動/非行動目標
最近の心理学研究はまた、人々の一般的な目標設定に関連する衝動性の状態を示している。これらの行動と非行動の目標は、「全体的な活動レベルの自然な変動に匹敵するパターン」を示すことができるため、人々の日常生活における行動の違いの基礎にある可能性がある。より具体的には、人々が持つ衝動性と躁病のレベルは、一般的な行動についての好ましい態度や目標と正の相関を示し、一般的な非行動についての好ましい態度や目標に対しては負の反応を示す可能性がある。

## 衝動性の評価

### パーソナリティテストと報告

#### バレット衝動性尺度
バレット衝動性尺度（BIS）は、衝動的なパーソナリティ特性を測定する最も古く、広く使用される測定の1つである。最初のBISは1959年にアーネスト・バレット博士によって開発された。2つの主要な目標を達成するために広範に改訂されてきた：(1)テイラー顕在性不安尺度（MAS）またはキャッテル不安尺度によって測定される「不安」項目群に直交する「衝動性」項目群を特定すること、(2)アイゼンクの外向性次元やズッカーマンの感覚探求次元、特に脱抑制下位因子のような関連するパーソナリティ特性の構造内で衝動性を定義することである。30項目のBIS-11は1995年に開発された。パットンらによると、3つの下位尺度（注意衝動性、運動衝動性、非計画衝動性）と6つの因子がある：
1. 注意：「目の前の課題に焦点を当てること」
2. 運動衝動性：「その場の思いつきで行動すること」
3. セルフコントロール：「計画を立て慎重に考えること」
4. 認知的複雑性：「挑戦的な精神的課題を楽しむこと」
5. 保続（英語版）：「一貫した生活様式」
6. 認知的不安定性：「思考の挿入と思考の速進」

#### アイゼンク衝動性尺度
アイゼンク衝動性尺度（EIS）は、衝動性を測定するために設計された54項目のはい/いいえ質問紙である。この測定から3つの下位尺度が計算される：衝動性、冒険性、共感性である。衝動性は「考えずに、行動に含まれるリスクを認識せずに行動すること」と定義される。冒険性は「行動のリスクを意識しているが、それでも行動すること」として概念化される。質問紙は、衝動性と冒険性に最も高く負荷する項目を含むように因子分析を通じて構成された。EISは広く使用され、十分に妥当性が確認された測定である。

#### ディックマン衝動性目録
ディックマン衝動性目録は、1990年にスコット・J・ディックマンによって最初に開発された。この尺度は、互いに有意に異なる2つのタイプの衝動性が存在するというディックマンの提案に基づいている。これには機能的衝動性が含まれ、これは最適な場合の迅速な意思決定によって特徴付けられ、しばしば誇りの源と考えられる特性である。この尺度には機能不全的衝動性も含まれ、これは最適でない場合の迅速な意思決定によって特徴付けられる。この種の衝動性は、物質乱用問題や他の否定的な結果を含む生活上の困難に最も関連している。
この尺度には63項目が含まれ、そのうち23項目が機能不全的衝動性に関連し、17項目が機能的衝動性に関連し、23項目はどちらの構成概念にも関連しないフィラー質問である。この尺度は子供用のバージョンや複数の言語に開発されている。ディックマンは、これら2つの傾向が個人間で相関がなく、また異なる認知的相関を持つことを示した。

#### UPPS衝動的行動尺度
UPPS衝動的行動尺度は、パーソナリティの5因子モデルの次元にわたって衝動性を測定するように設計された45項目の自己報告質問紙である。UPPSには4つの下位尺度が含まれる：熟慮の欠如、切迫性、持続性の欠如、感覚探求である。
UPPS-P衝動的行動尺度（UPPS-P）は、UPPSの改訂版で、59項目を含む。尺度の元のバージョンで評価される4つの経路：切迫性（現在は負の切迫性）、（熟慮の欠如）、（持続性の欠如）、感覚探求に加えて、衝動的行動への追加的なパーソナリティ経路である正の切迫性を評価する。
UPPS-P短縮版（UPPS-Ps）は、5つの異なる衝動性の側面（次元ごとに4項目）を評価する20項目の尺度である。
UPPS-R面接は、個人がUPPS-Pによって評価される衝動性の様々な要素をどの程度示すかを測定する半構造化面接である。

#### 衝動的行動の生涯歴
衝動的行動の生涯歴（LHIB）は、衝動的傾向ではなく衝動的行動の生涯歴と、これらの行動に関連する苦痛と障害のレベルを評価するように設計された53項目の質問紙である。評価バッテリーは以下の6つの次元を測定するように設計された：(a)衝動性、(b)感覚探求、(c)特性不安、(d)状態抑うつ、(e)共感性、(f)社会的望ましさである。LHIBは、臨床的に有意な衝動性、臨床的に有意でない衝動性、および衝動性関連の苦痛/障害の尺度から構成される。

#### 行動抑制システム/行動活性化システム
行動抑制システム/行動活性化システム（BIS/BAS）は、行動と感情の基礎にある2つの一般的な動機づけシステムであるBISとBASを示唆するグレイの生物心理学的パーソナリティ理論に基づいて開発された。この20項目の自己報告質問紙は、素質的なBISとBASの感受性を評価するように設計されている。

#### 衝動的/計画的攻撃尺度
衝動的/計画的攻撃尺度（IPAS）は、30項目の自己報告質問紙である。項目の半分は衝動的攻撃行動を記述し、半分は計画的攻撃を記述する。攻撃的行動は伝統的に、衝動的または計画的という2つの異なるサブタイプに分類されてきた。衝動的攻撃は、行動制御の喪失を伴う挑発に対する即座の攻撃的反応として定義される。計画的攻撃は、自発的でないまたは興奮状態に関連しない、計画的または意識的な攻撃行為として定義される。IPASは、攻撃的行動を主に衝動的または主に計画的な性質として特徴付けるように設計されている。衝動的因子にクラスター化された対象者は、感情と認識の障害の広範な範囲を示した；計画的因子にクラスター化された対象者は、攻撃と反社会的行動へのより大きな傾向を示した。

#### パドア目録
パドア目録（PI）は、一般的な強迫および強迫的行動を記述する60項目から成り、正常および臨床的対象者におけるそのような問題の調査を可能にする。

### 行動パラダイム
衝動性の評価のために、臨床的および実験的設定の両方で様々な行動テストが考案されてきた。単一のテストが完璧な予測因子であったり、実際の臨床診断の十分な代替となったりすることはないが、親/教師の報告、行動調査、その他の診断基準と併用した場合、行動パラダイムの有用性は、衝動性の傘下の特定の離散的側面に焦点を当てる能力にある。特定の欠陥を定量化することは、一般的に客観的に測定可能な治療効果を得ることに関心がある臨床医と実験者の両方にとって有用である。

#### マシュマロテスト
衝動性のための広く認識可能なテストの1つは、一般にマシュマロ実験として知られる満足遅延パラダイムである。1960年代に就学前児の「意志力」と自己制御を評価するために開発されたマシュマロテストは、子どもの前に1つのマシュマロを置き、ある期間部屋に一人で残されることを伝えることから成る。マシュマロが実験者が戻ってきたときまで食べられずに残っていれば、2つ目のマシュマロが与えられ、その両方を食べることができると子どもに伝えられる。
その単純さと実施の容易さにもかかわらず、縦断的研究からの証拠は、就学前児が2つ目のマシュマロを得るために待つ秒数が、より高いSATスコア、青年期のより良い社会的・感情的対処、より高い教育達成、およびより少ないコカイン/クラック使用を予測することを示唆している。

#### 遅延割引
マシュマロテストと同様に、双曲割引も満足遅延パラダイムである。これは、強化子の主観的価値が強化への遅延が増加するにつれて減少する、つまり「割り引かれる」という原理に基づいて設計されている。被験者には、より小さな即時の報酬とより大きな遅延報酬の間の様々な選択が与えられる。報酬の大きさおよび/または報酬の遅延を複数の試行にわたって操作することで、小さな即時の報酬を選ぶか、大きな遅延報酬を選ぶかがほぼ同様に起こりやすい「無差別」点を推定することができる。被験者は、正常な集団と比較して、遅延の関数としてその無差別点がより急激に低下する場合（すなわち、即時報酬への強い選好）、衝動的とラベル付けされる。マシュマロテストとは異なり、遅延割引は言語的指示を必要とせず、非ヒト動物に実施することができる。

#### 行け/行くな及び停止信号反応時間課題
人間で使用される反応抑制の2つの一般的なテストは、行け/行くな課題と、その微修正版として知られる停止信号反応時間（SSRT）テストである。行け/行くな課題の間、参加者は「行け」信号が提示されたときに特定の反応（例：キー押し）を行うように複数の試行にわたって訓練される。一部の試行では、「止まれ」信号が「行け」信号の直前に、または同時に提示され、被験者は差し迫った反応を抑制しなければならない。
SSRTテストは類似しているが、「止まれ」信号が「行け」信号の後に提示される点が異なる。この小さな修正は「行け」反応を抑制する困難さを増加させる。なぜなら、「止まれ」信号が提示される時点で、参加者は通常すでに「行け」反応を開始しているためである。参加者は、できるだけ高い抑制精度（行くな試行において）を維持しながら、「行け」信号にできるだけ速く反応するよう指示される。課題中、「止まれ」信号が提示される時間（停止信号遅延またはSSD）は、参加者が「行け」反応を抑制できる/できない時間に「行け」信号の後で動的に調整される。参加者が「行け」反応の抑制に失敗した場合、「止まれ」信号は元の「行け」信号にわずかに近づけられ、参加者が「行け」反応の抑制に成功した場合、「止まれ」信号はわずかに時間的に前進される。したがって、SSRTは平均「行け」反応時間から平均「止まれ」信号提示時間（SSD）を引いたものとして測定される。

#### 風船類似リスク課題
風船類似リスク課題（BART）は、リスクを取る行動を評価するように設計された。被験者には、反応キーを押すことで徐々に膨らませることができる風船のコンピュータ描写が提示される。風船が膨らむにつれて、被験者は新しいキー押しごとに報酬を蓄積する。風船は一定の確率で破裂するようにプログラムされている。風船が破裂すると、その風船の報酬はすべて失われるか、被験者はいつでも膨らませるのを止めてその風船の報酬を「預ける」ことを選択できる。したがって、より多くのキー押しはより大きな報酬を意味するが、破裂してその試行の報酬をキャンセルする確率も高くなる。BARTは、「リスクを取る」傾向のある人は風船を破裂させる可能性が高く、典型的な集団よりも全体的に少ない報酬しか得られないと仮定している。

#### アイオワギャンブル課題
アイオワギャンブル課題（IGT）は、元々腹内側前頭前皮質に損傷を持つ個人の意思決定を特に測定することを目的としたテストである。IGTに関連する衝動性の概念は、感情的/身体的報酬の過度な増幅により、時間をかけて合理的な決定を下す能力の欠如の関数として衝動的な決定がなされるというものである。IGTでは、個人は4つのカードデッキから選択することができる。これらのデッキのうち2つは報酬がはるかに高いが、減点もはるかに高く、残りの2つのデッキはカードあたりの報酬は低いが、減点もはるかに低い。時間が経つにつれて、主に高報酬デッキから選択する人は誰でも金を失い、低報酬デッキから選択する人は金を得ることになる。
IGTは意思決定の概念において、ホットな過程とコールドな過程を使用する。ホットな意思決定は、報酬と罰に関連する動機に基づいて提示された材料に対する感情的反応を含む。コールドな過程は、個人が意思決定を行う際に合理的な認知的判断を使用する場合に生じる。組み合わされると、個人は選択が有益な結果をもたらす場合に肯定的な感情的反応を得、より大きな否定的結果をもたらす選択に対して負の感情的反応を持つはずである。一般に、IGTに健全に反応する人は、一つのデッキがより一貫して報酬を提供していることを認識する能力と、一貫して勝つことに関連する感情の両方を通じて、自分が失うよりも多くの金を得ていることを理解するにつれて、より低い利得のデッキに移行し始める。しかし、感情的欠陥を持つ人は、時間とともに金を失っていることを認識できず、それらに関連する損失の負の感情の影響を受けることなく、より高い価値の報酬の高揚感により影響され続ける。
これらの過程に関するより詳しい情報については、身体マーカー仮説を参照。

#### 低反応率の分化強化課題
フェルスターとスキナーによって記述された低反応率の分化強化（DRL）は、低率の反応を促すために使用される。これはオペラント条件づけの研究から派生したもので、多動性の子どもの行動的反応を抑制する能力を測定する優れた機会を提供する。多動性の子どもは比較的この課題を効率的に遂行することができず、この欠陥は年齢、知能指数、または実験条件にかかわらず持続した。したがって、教師評価と親評価による多動性および非多動性の子どもを正確に区別するために使用できる。この手続きでは、設定された時間間隔が経過する前に生じる反応は強化されず、行動間に必要な時間をリセットする。
研究では、子どもは実験室に連れて行かれ、たくさんのM&M'sを獲得するチャンスのあるゲームをすることを告げられた。赤いボタンを押して報酬表示器のライトをつけるたびに、M&M'sを獲得できた。しかし、別のポイントを得るためにボタンを押すまでに少し待つ（6秒）必要があった。ボタンを早く押しすぎると、ポイントを得られず、ライトもつかず、別のポイントを得るためにボタンを押すまで少し待つ必要があった。
研究者らはまた、時間に基づく状況において、被験者がしばしば強化可能な反応の間に一連または連鎖の行動に従事することを観察している。これは、この付随的な行動連鎖が被験者が反応間に必要な時間的遅延を「待ち切る」のを助けるためである。

#### その他
その他の一般的な衝動性課題には、持続的遂行課題（CPT）、5選択シリアル反応時間課題（5-CSRTT）、ストループ効果課題、および馴染みのある図形照合課題が含まれる。

## 薬理学と神経生物学

### 神経生物学的知見
衝動制御障害の正確な神経メカニズムは完全には解明されていないが、前頭前皮質（PFC）は衝動性に最も普遍的に関与する脳領域である。前頭前皮質の損傷は、行動の準備、反応選択肢の切り替え、不適切な反応の抑制の困難さと関連している。最近の研究は、追加の関心領域を発見し、さらにPFCの特定の亜領域を強調しており、これらは特定の行動課題の遂行と結びつけることができる。

#### 遅延割引
側坐核コアの興奮毒性病変は、より小さな即時報酬への選好を増加させることが示されているが、側坐核シェルの病変は観察可能な効果を持たない。さらに、PFCと密接に結びついた領域である基底外側扁桃体の病変は、側坐核コアの病変で観察されるものと同様に衝動的選択に負の影響を与える。さらに、背側線条体も複雑な方法で衝動的選択に関与している可能性がある。

#### 行け/行くなおよび停止信号反応時間テスト
眼窩前頭皮質は現在、脱抑制に役割を果たすと考えられており、右下前頭回のような他の脳構造への損傷は、PFCの特定の亜領域であり、停止信号抑制の欠損と関連している。

#### 5選択シリアル反応時間課題（5-CSRTT）および低頻度分化強化（DRL）
遅延割引と同様に、病変研究はDRLと5-CSRTTの両方の反応抑制において側坐核のコア領域を示唆している。5-CSRTTにおける早期の反応は、腹側線条体内の他のシステムによっても調節される可能性がある。5-CSRTTでは、前帯状皮質の病変が衝動的反応を増加させ、前辺縁皮質の病変が注意遂行を障害することが示されている。

#### アイオワギャンブル課題
腹内側前頭皮質に損傷を持つ患者は、貧弱な意思決定を示し、アイオワギャンブル課題でリスクの高い選択を続ける。

### 神経化学的および薬理学的知見
ADHDの主要な薬理学的治療はメチルフェニデート（リタリン）とアンフェタミンである。メチルフェニデートとアンフェタミンの両方は、シナプス前ニューロンへのドーパミンとノルエピネフリンの再取り込みを遮断し、シナプス後のドーパミンとノルエピネフリンのレベルを増加させる作用を持つ。これら2つのモノアミンのうち、ドーパミンの利用可能性の増加がADHD薬の改善効果の主な原因と考えられており、一方でノルエピネフリンのレベルの増加は、ドーパミンに対する下流の間接的な効果を持つ範囲でのみ有効である可能性がある。
ドーパミン再取り込み阻害薬のADHD症状の治療における有効性は、ADHDがドーパミンの低い基礎レベル（特に前頭辺縁回路において）から生じる可能性があるという仮説につながったが、この理論を支持する証拠は混在している。

## 遺伝学
衝動性のような複雑な形質の遺伝子を同定しようとする際には、遺伝的異質性などのいくつかの困難がある。もう一つの困難は、問題の遺伝子が時として不完全浸透を示すことであり、「特定の遺伝子変異が常に表現型を引き起こすわけではない」。ADHDなどの衝動性関連障害の遺伝学に関する研究の多くは、家族研究または遺伝的連鎖研究に基づいている。衝動性の主要な遺伝的寄与因子を見つけようとする試みで研究されてきた興味深い遺伝子がいくつかある。これらの遺伝子の一部は：
- DAT1（英語版）はドーパミントランスポーター遺伝子で、神経シナプスからのドーパミンの能動的再取り込みを担当する。DAT1の多型は多動性とADHDに関連していることが示されている[160]。

- DRD4（英語版）はドーパミンD4受容体遺伝子で、ADHDと新奇性探求行動に関連している[158][161]。新奇性探求は衝動性と関連していることが提案されている。DRD4を欠損したマウスは、新奇性に対する行動反応が減少することが示されている[162]。

- 5HT2A（英語版）はセロトニン受容体遺伝子である。セロトニン2A受容体遺伝子は、過剰な運動、ADHD、および衝動性と関連している。5HT2A遺伝子の特定の多型を持つ被験者は、行け/行くな課題の罰-報酬条件でより多くの誤反応を示した[163]。

- HTR2B（英語版）はセロトニン受容体遺伝子である[164]。

- CTNNA2（英語版）は脳で発現するα-カテニンをコードし、7860人の個人のゲノムワイド関連解析（GWAS）で興奮探求と関連していることが示された[19]。

## 介入

### 衝動性全般に影響を与える介入
衝動性は病的な形態（例：物質使用障害、ADHD）を取り得るが、多くの人々の日常生活において、より軽度な非臨床的な形態の問題のある衝動性が存在する。衝動性の異なる側面に関する研究は、意思決定を変更し衝動的行動を減少させるための小規模な介入に情報を提供することができる。例えば、報酬の認知的表象を変更すること（例：長期的な報酬をより具体的に感じさせる）および/または「事前確約」（後で心変わりする選択肢を排除する）の状況を作り出すことは、遅延割引で見られる即時報酬への選好を減少させることができる。

#### 脳トレーニング
脳トレーニング介入には、実験室ベースの介入（例：行け/行くな課題のようなタスクを用いたトレーニング）と、生態学的に妥当な地域社会、家族、学校ベースの介入（例：感情や行動を制御するための技術の教育）が含まれ、非臨床レベルの衝動性を持つ個人に使用することができる。両種の介入は、実行機能と自己制御能力の改善を目指しており、異なる介入が抑制制御、ワーキングメモリ、または注意のような実行機能の異なる側面を特に標的としている。新たな証拠は、脳トレーニング介入が抑制制御を含む実行機能に影響を与えることに成功する可能性があることを示唆している。特に抑制制御トレーニングは、高カロリー食品の消費と飲酒行動に抵抗する個人を助けることができるという証拠を蓄積している。一部の人々は、ワーキングメモリトレーニングを検証する研究の好ましい結果は慎重に解釈されるべきだと懸念を表明しており、能力の変化に関する結論は単一の課題を用いて測定され、ワーキングメモリ課題の使用が一貫していないこと、非接触対照群、および主観的な変化の測定を用いていると主張している。

### 特定の衝動性障害の治療
衝動性を含む障害に対する行動的、心理社会的、および精神薬理学的治療は一般的である。

#### 精神薬理学的介入
衝動性障害における精神薬理学的介入は肯定的な効果の証拠を示している；一般的な薬理学的介入には、興奮薬、選択的セロトニン再取り込み阻害薬（SSRI）および他の抗うつ薬の使用が含まれる。ADHDは、ADHD症状の減少のための精神刺激薬の使用を支持する十分に確立された証拠基盤を持っている。病的賭博も薬物試験で研究されており、賭博が選択的セロトニン再取り込み阻害薬と他の抗うつ薬に反応するという証拠がある。抜毛症に対する証拠に基づく薬理学的治療はまだ利用できず、SSRIの使用を調査する研究は混合した結果を示しているが、認知行動療法は肯定的な効果を示している。間欠性爆発性障害は最も頻繁に気分安定薬、SSRI、交感神経β受容体遮断薬、アルファ作動薬、および抗精神病薬（すべてが肯定的な効果を示している）で治療される。いくつかの薬理学的介入が物質使用障害の治療に有効であるという証拠があるが、その使用は乱用される物質の種類に依存する可能性がある。物質使用障害の薬理学的治療には、アカンプロサート、ブプレノルフィン、ジスルフィラム、レボアルファアセチルメタドール、メサドン、およびナルトレキソンが含まれる。

#### 行動介入
行動介入も衝動制御障害において比較的強力な証拠基盤を持っている。ADHDでは、ペアレント・トレーニング、行動的教室管理、およびレクリエーション環境での集中的な仲間に焦点を当てた行動介入の行動介入が、根拠に基づく実践の地位を認定する厳格なガイドラインを満たしている。さらに、最近のADHDの証拠に基づく治療のメタ分析は、組織トレーニングが十分に確立された治療方法であることを見出した。物質使用障害に対する経験的に検証された行動治療は、物質使用障害全般にわたってかなり類似しており、行動カップル療法、認知行動療法、随伴性マネジメント、動機づけ面接、および再発防止が含まれる。放火癖と窃盗症は（主に行動の違法性のために）研究が不足しているが、精神療法的介入（認知行動療法、短期カウンセリング、デイトリートメントプログラム）が放火癖の治療に有効であるという証拠がある一方で、窃盗症はSSRIを用いて最もよく対処できるようである。さらに、認知行動療法、家族療法、および社会技能訓練を含む療法は、爆発的攻撃行動に肯定的な効果を示している。